# 은정 (성우)
은정(1977년 11월 3일 ~ )은 대한민국의 성우로, 2003년 한국방송 성우극회 공채 30기로 입사했다.

## 출연 작품
굵은 글씨는 메인 캐릭터.

### 애니메이션
- 갓슈벨 (애니원) - 파티
- 고스트 메신저 (OVA) - 꼬마강림
- 극상학생회 (챔프TV) - 쿠츠키 코토하, 히사카와 마아치
- 기가 트라이브 (SBS) - 슈베(트라이브 레드), 지우
- 노다메 칸타빌레 (애니맥스) - 카오루
- 디지몬 세이버즈 (대원방송) - 나나미
- 디지몬 크로스워즈 (대원방송) - 로프몬
- 라스트 엑자일 (애니박스) - 타티아나, 루치올라
- 레전드 블레이드킹 (재능TV) - 강화랑
- 매직 테일즈 (MBC) - 파니
- 머메이드 멜로디 피치피치핏치 (애니원) - 세라
- 모레의 방향 (애니맥스) - 노가미 쇼코
- 부탁해 마이 멜로디 4기 (카툰네트워크) - 첼로, 플랫, 코끼리 왕비
- 스모모모모모모 ~지상최강의 신부~ (애니박스) - 거미가면, 우즈키 앨리스
- 스즈미야 하루히의 우울 (애니맥스) - 쿈의 여동생, 키미도리 에미리, 에노모토'ENOZ'
- 스킵비트 (애니맥스) - 타카라다 마리아
- 스티치! 새로운 모험 (디즈니 채널) - 타로
- 악동이 (투니버스) - 순기
- 어떤 마술의 금서목록 (애니맥스) - 시라이 쿠로코, 히메가이 아이사, 카미죠 시이나
  - 어떤 과학의 초전자포 (애니맥스) - 시라이 쿠로코
- 얼렁뚱땅 반쪽이네 (재능TV) - 엄마
- 오토마을 붕붕친구들 (KBS) - 이제이
- 유니코 (애니박스) - 챠오
- 정말 웃기는 마을 (니켈로디언)
- 잭과 콩나무 (애니박스) - 헤리엇
- 조이드 퓨저스 (챔프TV) - 판
- 조이드 제네시스 (챔프TV) - 아킨
- 쥬얼펫 (재능TV) - 다이아나
- 치카치카 폼폼이 (KBS) - 향기리
- 토미와 외계인 친구들 (카툰네트워크)- 멜바
- 폭풍우 치는 밤에 Secret Friends (애니맥스) - 요마
- 심쿵! 프리큐어 (대원방송) - 레지나
- 비밀♥비밀의 에그엔젤 코코밍 (디즈니채널) - 쁘띠밍, 캐이밍, 미소 엄마, 남재희, 피스밍

### 극장용 애니메이션
- 극장판 에그엔젤 코코밍:푸르밍과 두근두근 코코밍 세계 (극장) - 쁘띠밍
- 고스트 메신저 극장판 (극장) - 꼬마강림
- 도리를 찾아서 (극장) - 데스티니
- 폭풍우 치는 밤에 : 비밀 친구 (극장) - 요마
- 마법천자문 극장판 대마왕의 부활을 막아라 (극장) - 삼장
- 메리다와 마법의 숲 - 모디
- 모험왕 블링키 - 엄마
- 세인트 세이야 오메가 (재능TV) - 유나
- 주먹왕 랄프 2: 인터넷 속으로 - 메리다

### 특수 촬영 드라마
- 가면라이더 블레이드 (챔프TV) - 간호사, 여자
- 퓨어엔젤 미라클 매직 (투니버스) - 발레교사

### 외화

#### 드라마
- 리벤지 (KBS) - 어맨다 클락(마르가리타 레비에바) / 캐리(크리스티나 창)
- 셜록 (KBS) - 새러(조 텔포드)
- 천사의 손길 시즌 9 (평화방송) - 글로리아
- 가면라이더 디케이드(챔프) - 시라이시 마코(블레이드 핑크)

#### 영화
- 굿바이 만델라 (KBS) - 나타샤(메간 스미스/제시카 마누엘) / 도서관 직원
- 꼬마 니콜라 (KBS) - 클로테르(빅터 카를)
- 꾸뻬씨의 행복여행 (KBS) - 중국인 여자(조명) / 스튜디어스(메건 화이트)
- 더 콘서트 (KBS) - 안느 마리 (멜라니 로랑)
- 디어 마이 베이비 (KBS)
- 뷰티풀 마인드 (KBS) - 마시(비비엔 카돈) / 대학생
- 블랙 벌룬 (KBS) - 여학생(카라 지)
- 사랑해, 파리 (KBS) - 줄리(줄리 바탈리) / 패니(파니 아르당) / 리즈의 친구(조아나 프레이스)
- 섹슈얼 프렌즈 (KBS)
- 아무르 (KBS) - 관리인(리타 블랑코) / 간호사(캐롤 프랭크)
- 어거스트 러시 (KBS) - 라일라 (케리 러셀)
- 언터처블: 1%의 우정 (KBS) - 마갈리 (오드리 플뢰로)
- 엘 시크레토: 비밀의 눈동자 (KBS) - 릴리아나(카를라 케베도)
- 영광의 아이들 (KBS) - 에스더(빅토리아 스자바이)
- 올리버 트위스트 (KBS) - 베티(오필리아 러비본드) 외
- 와즈다 (KBS) - 학교 선생님(누프 사드)
- 웨딩 싱어 (KBS) - 줄리아 (드루 배리모어)
- 첫 키스만 50번째 (KBS) - 루시 (드루 배리모어)
- 윌리엄과 케이트의 러브스토리 (KBS) - 바네사 (루이즈 린톤)
- 울어야 사는 여자 (KBS) - 지젤(제말레인 에스트라다)
- 유령작가 (KBS) - 앨리스 (케이트 코펠랜드)
- 카틴 (KBS) - 니카(윅토리아 가시에브스카) / 에바(아그니에스카 카비오르스카)
- 컨스피러시 (KBS) - 서점 직원(크리스틴 토이)
- 콘택트 (KBS) - 방송 진행자(디디 마이어스)
- 쿼바디스 도미네 (KBS) - 에우리케(마르타 피에초왁)
- 택시 운전사의 사랑 (KBS)
- 파르나서스 박사의 상상극장 (KBS) - 놀이동산 가족 엄마(로레인 체셔) / 술 취한 여자(케이티 라이온스)
- 퍼햅스 러브 (KBS) - 지엔의 매니저(오군여)
- 향수: 어느 살인자의 이야기 (KBS) - 자두 파는 여자(카롤리네 헤르푸르트) / 마을 사람
- 후크 (KBS) - 모이라(캐럴라인 구돌) / 어린 웬디(귀네스 팰트로)
- 20 30 40(KBS) - 릴리의 남편 애인(셔웨난 커)

### 내레이션
교양/다큐멘터리
- EBS 다큐프라임
- EBS 세계 미술 기행
- EBS 글로벌 프로젝트 나눔
- EBS1 다큐멘터리 시선
- KBS 미래기획2030 '당신의 옷이 달라진다'
- KBS스페셜
- MBC스페셜
- SBS스페셜
- KBS 특별기획 대한민국 성장동력! 혁신 클러스터를 말한다 (KBS)
- TV목민심서 (KTV)
- TV오아시스 (SBS)
- 명의 (EBS)
- 정재환의 아하그렇군요 (KTV)
- 정보와이드 (KTV)
- 청와대 규제개혁 시리즈 (SBS)
- 휴먼다큐 사랑 헬로 대디 (MBC)
- 다큐공감 255회 : 힘내요, 빛나는 그대 (KBS1)
- 다큐 시선 73회 : 우울증이 어때서요? (EBS1)
- 다큐공감 266회 : 멈추지 않는 질주 (KBS1)
- 다큐 시선 88회 : 누가 아이를 낳을 수 있을까? (EBS1)
- 다큐세상 3회, 4회 : 미래를 위한 선택, 건강할 권리 (KBS1)
- 다큐세상 - 게임, 공부의 적일까? (KBS1)
- 다큐On 117회 : 습지가 사라진다 (KBS1)

예능/버라이어티
- 남자의 스타일 옴므 (XTM)
- 일밤 패러디극장 (MBC)

기타
- KBS joy
- KBS drama
- 디즈니 주니어
- KBS 어린이날 특집 <노무현 대통령과 함께> <대한민국 혁신 클러스터를 말한다>
- KBS 라디오 <장애인의 날 특집방송> KBS 충주방송국 개국 20주년 특집 다큐멘터리 <장날>
- KBS 라디오 연속 낭독
- 라디오 여행기
- 종교와 인생
- MBC 스페셜 <혼자라도 괜찮아> 예고, VCR
- 대한 주택공사 주민 홍보 나레이션
- 한국 아스텔라스제약 제품 홍보 나레이션
- 교통 캠페인, 자동차 이야기
- 문화포커스
- 성기영의 경제투데이
- 집중 인터뷰
- 라디오 독서실
- SBS 연말 성금 모금 캠페인
- 기타 라디오 캠페인 등

### CM
- 라끄베르
- 뽀리딩매트
- 한우리

### 라디오
- 별별아리랑 (국악방송)
- 라디오 한국기행 (EBS)
- 코리안 미러클 (EBS)
- KBS 1라디오 홍보 스팟
- 오늘의 신문 (KBS 3라디오)
- 와와쇼 (SBS 러브FM)
- 소리로 보는 세상 (KBS 3라디오)
- 문화 한마당 (KBS 한민족 방송)
- 가요 코리아 (KBS 한민족 방송)
- 이무송, 임수민의 희망가요 명작극장 (KBS 2라디오)

### 라디오 드라마
- KBS 라디오 극장 10년(4월의 물고기) (KBS 라디오) - 혜경
- 김미경의 행복 레시피 (SBS 라디오)
- 라디오 북카페(오만과 편견) (SBS 러브FM) - 제인
- 라디오 여행기(김화영의 알제리 기행) (KBS 제3라디오)
- 라디오 여행기(여행할 권리) (KBS 제3라디오)
- 연속낭독(이 집은 누구인가) (KBS 제3라디오)

## 수상 경력
- 2005년 KBS 성우연기대상 신인 연기상
- 2014년 KBS 성우연기대상 최우수 연기상